# Neuroleon uniformis
Neuroleon uniformis är en insektsart som beskrevs av Navás 1914. Neuroleon uniformis ingår i släktet Neuroleon och familjen myrlejonsländor. Inga underarter finns listade i Catalogue of Life.